# Delarbrea harmsii
Delarbrea harmsii là một loài thực vật có hoa trong họ Myodocarpaceae. Loài này được René Viguier mô tả khoa học đầu tiên năm 1925.